# Kloster Appingen

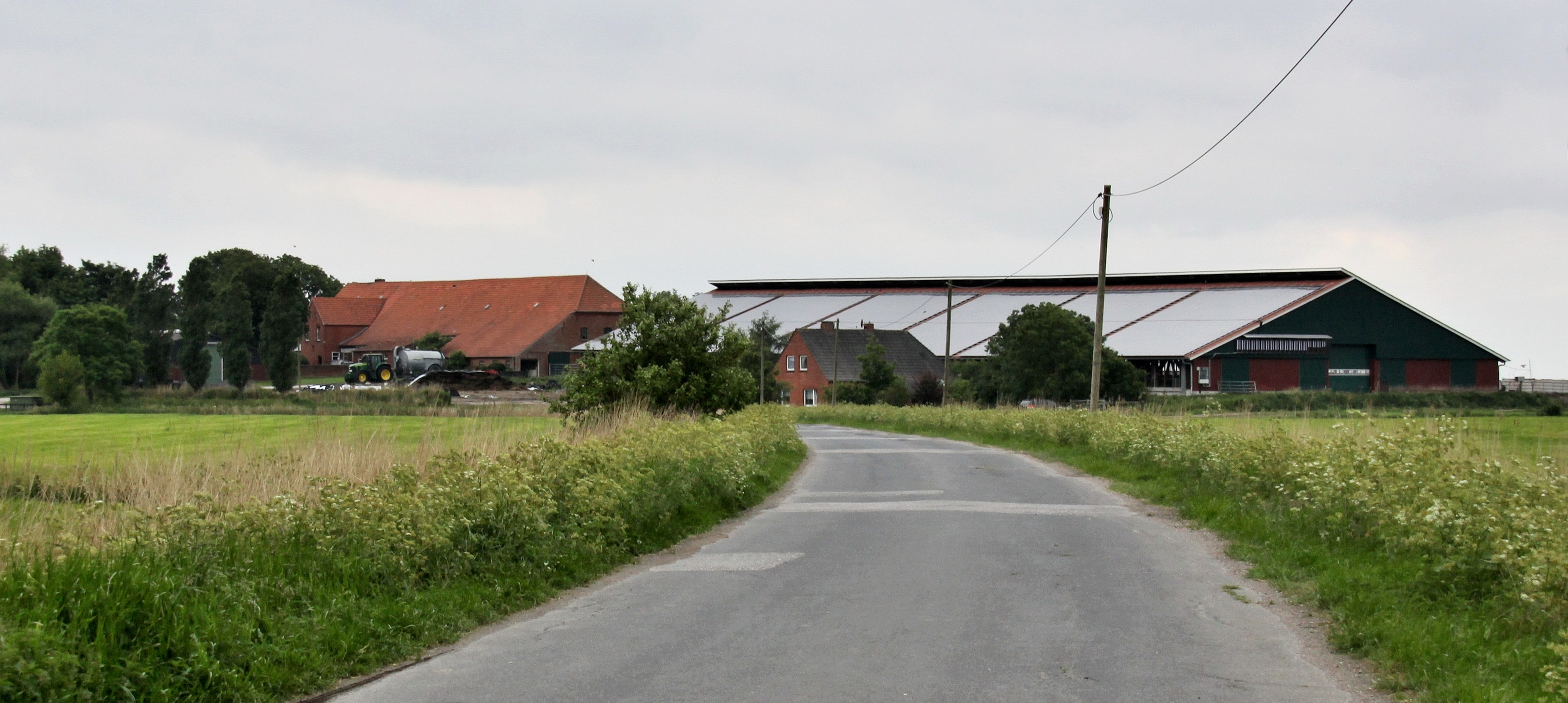
Landwirtschaftliche Gebäude auf dem Areal des ehemaligen Klosters Appingen

Das Kloster Appingen ist ein ehemaliges Kloster der Karmeliten im Kirchspiel Greetsiel, das dem Patrozinium der Jungfrau Maria geweiht war. Die umgangssprachliche Bezeichnung leitet sich von dem Ort Appingen ab.

## Geschichte
Das alte Dorf Appingen war Ursprungsort und Ausgangspunkt des späteren Grafengeschlechts Cirksena, die dort über umfangreichen Landbesitz verfügten. Eine erste Kirche soll bereits um 1200 errichtet worden sein. Geweiht war sie der Jungfrau Maria.
Nachdem Appingen durch Eindeichungen vom Meer abgeschnitten war und so allmählich an Bedeutung verlor, verlegten die Cirksena zwischen 1362 und 1388 ihren Sitz auf die Burg Greetsiel. Im Jahre 1433 stiftete Enno Cirksena, Vater des ersten Reichsgrafen von Ostfriesland, Ulrich I., die inzwischen verlassene Pfarrkirche den Karmeliten und bat diese, dort einen Konvent zu errichten. Die dafür notwendige Zustimmung erteilte Papst Eugen IV. am 10. Dezember 1433. Auf dem Konzil von Basel wurde die Gründung im Jahre 1435 endgültig beschlossen. Mit der Umsetzung beauftragten die Karmeliten den Generalprior des Ordens, Johannes Faci, sowie den Provinzialprior der niederdeutschen Ordensprovinz, Petrus von Neuenkirchen. Damit gilt das Jahr 1435 als Gründungsjahr des Konvents. Drei Jahre später nahm das Provinzkapitel der Karmeliten in Mainz Appingen als 26. Kloster in die Ordensprovinz auf.
Der Konvent in Appingen war die einzige Niederlassung der Karmeliten in Ostfriesland und der letzte in der Region gegründete Konvent überhaupt. Über die Geschichte des Klosters ist nicht viel bekannt. Neben der bestehenden Kirche ließ die Stifterfamilie ein steinernes Haus für die Ordensbrüder sowie eine Mühle errichten, für die auch die Cirksena Nutzungsrechte besaßen. Zunächst war es nur für drei bis vier Priester angelegt, wurde in späteren Zeiten aber wohl erheblich erweitert. Zu seiner Blütezeit lebten in dem Kloster mindestens 20 Brüder.
Kurz vor der Reformation wurde von Appingen aus noch das Kloster Atens im heutigen Stadtgebiet von Nordenham gestiftet. Der erste Prior der Tochtergründung, Johannes Kruse, hatte vorher in gleicher Funktion in Appingen gewirkt.
Im Jahre 1526 wurde das Amt des Priors letztmals vom Provinzkapitel vergeben. 1530 wurde brandschatzte Balthasar von Esens das Kloster bei einer seiner zahlreichen Fehden mit dem Grafen von Ostfriesland. Balthasar, zerstörte es aber nicht völlig, wie etwa das nahegelegene Kloster Dykhusen der Dominikaner. Das Kloster wurde wieder hergerichtet und nahm 1531 auch die Nonnen von Dykhusen auf.
In der Zeit danach wurde das Kloster säkularisiert und ab 1545 von den Grafen von Ostfriesland verpachtet. Mehrere Versuche der Karmeliten, das Kloster wieder zurückzugewinnen, schlugen in der Folge fehl. Wann die Gebäude abgetragen wurden, ist unbekannt. In Appingen gibt es heute keine aufgehenden Mauerreste mehr. Da auch das Archiv und die Bibliothek im Zuge der Auflösung verlorengingen, ist über Lage und Ausdehnung der vormaligen Bauten nichts bekannt. Archäologische Grabungen fanden in Appingen bis dato nicht statt. Heute ist vom ehemaligen Dorf Appingen und dem Kloster nur ein Hof geblieben, der zu Visquard gehört.